# SUN FM
«SUN FM» (у 2010-2021 роках «SunFM Ukraine – Южное радио», у 2021-2022 роках «Радіо SunFM») — українська інтернет-радіостанція. Розпочала мовлення 1 вересня 2010 року. Є офіційно зареєстрованим медіа Національною радою з питань телебачення і радіомовлення від 11 липня 2024 року із позивними «SUN FM».
Основою формату є сучасні хіти зарубіжних та українських виконавців. Програмна концепція ефіру — музичний нон-стоп.
Радіостанція дотримується власних підходів до онлайн-мовлення, має широкий вибір музичного контенту для слухачів та бере участь у розвитку музичної індустрії України.
Доступна для прослуховування виключно в мережі Інтернет через різноманітні сайти, сервіси і платформи в будь-якій точці світу. Мовлення ведеться цілодобово.

## Історія
Радіостанція була заснована в місті Херсон і розпочала своє мовлення 1 вересня 2010 року під позивними «SunFM Ukraine – Южное радио». Першою піснею, з якої розпочався ефір, стала «Danny - Radio». Після цього зазвучав музичний нон-стоп, переважно клубного і танцювального форматів, який супроводжувався фірмовими джинґлами.
З самого початку проект мав на меті створити альтернативний медіапростір для шанувальників сучасної музики в Україні, поєднуючи поточні музичні тренди з традиційними жанрами. Станція мала фірмове професійне звукове оформлення ефіру, що було рідкістю серед інтернет-радіостанцій в Україні. Радіостанція кілька разів змінювала формат, логотип, відображаючи еволюцію бренду, розширювала кількість каналів та впровадила власний мобільний додаток, що дозволило отримати більш зручний доступ до прослуховування з будь-якого сучасного мобільного пристрою.
З 2010 по 2022 роки в ефір виходили інформаційні та розважальні радіошоу, програми і рубрики, такі як: «Інтерактив», «Шоубіз», «Hi-Tech News», «Fresh News», «Hot 20», «Топ 40», «SUN FM Music Awards», «Активація», «Top Hit Chart», «Ukraine Dancing» та інші. Ведучими програми «Top Hit Chart» були: Jerry Heil, Артем Пивоваров, MamaRika, Анна Трінчер та інші зірки української сцени.
У 2013 році відбувся перший ребрендинг, і SUN FM перейшло на музичний формат Top 40. Станція почала транслювати виключно найпопулярніші музичні хіти, що отримало схвальні відгуки слухачів.
У 2020 році було запущено нові додаткові радіо-канали, такі як «SUN FM Gold» (хіти 2000-х), «SUN FM Rock» (рок-музика) та «SUN FM Fresh» (сучасні новинки).
Зміни продовжилися у 2021 році з черговим ребрендингом та повним переходом на україномовний контент і мовлення українською. Було запущено додатковий канал із назвою «Южное радио Україна», музичним наповненням якого була переважно сучасна поп-музика як українських, так і російських виконавців.
У 2022 році радіостанція припинила трансляцію російськомовних музичних творів, а також пісень російських виконавців, лейблів і правовласників через повномасштабне російське вторгнення в Україну.
З 24 лютого по 23 березня 2022 року, через широкомасштабне російське вторгнення в Україну, на всіх каналах радіостанції було припинено трансляцію розважального та музичного контенту і впроваджено цілодобову ретрансляцію інформаційного телемарафону «Єдині новини».
З 24 березня по 3 квітня 2022 року щогодини відбувалась ретрансляція 15-хвилинних випусків головних новин телемарафону «Єдині новини», поступово поверталось музичне наповнення каналів. На каналі «Южное радио Україна» здійснювалась цілодобова ретрансляція головного каналу до 26 липня 2022 року.
4 квітня 2022 року було повністю припинено ретрансляцію телемарафону «Єдині новини», створено окрему сторінку на офіційному сайті радіо для його перегляду, а всі канали радіостанції почали поступово відновлювати свою звичайну роботу з відповідним музичним контентом.
26 липня 2022 року було оголошено про запуск нового додаткового каналу «SUN FM Плюс», де грає виключно сучасна українська музика. Також було оголошено про закриття каналу «Южное радио Україна».
31 січня 2024 року змінено логотип радіостанції до поточної версії та зареєстровано торговельну марку під назвою «SUN FM».
26 березня 2024 року відбувся реліз офіційного мобільного додатку «SUN FM Ukraine».
11 липня 2024 року Національна рада з питань телебачення і радіомовлення офіційно зареєструвала радіо SUN FM в якості медіа із позивними «SUN FM».

## Формат і контент
Радіостанція працює в музичному форматі Top 40 / CHR / Hot AC, дотримуючись загальноприйнятих стандартів FM-мовлення. Основу музичного наповнення ефіру складають найбільш популярні поточні хіти, що визначаються за допомогою різноманітних музичних хіт-парадів. Музичний контент радіостанції розрахований на цільову аудиторію віком 18-35 років. Програмною концепцією ефіру є музичний нон-стоп.
Радіо SUN FM пропонує різні музичні канали, що переважно спеціалізуються на таких жанрах, як:
- Поп-музика;
- Танцювальна музика;
- Сучасна українська музика;
- Рок-музика.

Кожен канал орієнтований на конкретну аудиторію слухачів. Така варіація додаткових каналів дозволяє слухачам обирати для прослуховування формат музики за своїми вподобаннями.

## Популярність та вплив
Радіостанцію SUN FM слухають як в Україні, так і за її межами. Завдяки присутності в соціальних мережах та інтеграції з провідними музичними платформами, радіостанція зібрала широку аудиторію слухачів. Проєкт неодноразово згадувався в українських медіа, де було підкреслено його важливість у сучасній музичній індустрії України.
У 2021 році регіональний портал новин міста Києва 44.ua, який входить у популярну всеукраїнську мережу міських довідково-інформаційних сайтів CitySites, назвали радіо SUN FM «справжньою знахідкою» для слухачів і «монстром» сучасного радіоефіру у форматі реального часу.
Згідно офіційних відкритих статистичних даних радіостанції, — щотижня до каналів SUN FM підключаються понад 994 000 разів більш ніж 79 100 унікальних слухачів. Щомісяця — більше 3 976 000 разів 315 000 унікальних слухачів.

## Способи прослуховування
- Офіційний сайт радіостанції;
- Офіційний мобільний додаток «SUN FM Ukraine» для Android, iOS і macOS;
- OTT і IPTV сервіси, такі як Київстар ТБ, Vodafone TV, SWEET.TV та інші;
- Сторонні мобільні додатки для Android та iOS, такі як OnlineRadioBox, myTuner та інші;
- Інтегровані плеєри на стрімінгових платформах, таких як TuneIn[13];
- Інші плеєри з підтримкою відтворювання інтернет-радіо.

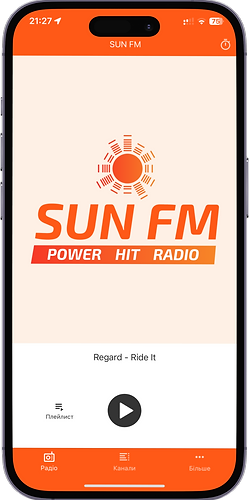
Головна сторінка додатка «SUN FM Ukraine» на мобільних пристроях

## Офіційний додаток
Радіостанція має власний офіційний мобільний додаток «SUN FM Ukraine» для пристроїв на базі операційних систем iOS, macOS та Android. Перший реліз відбувся 26 березня 2024 року.
Додаток надає можливість слухати радіостанцію в режимі реального часу, переглядати плейлисти та робити персональні налаштування.
Розміщений в офіційних крамницях застосунків Google Play, Apple App Store і App Store macOS.
Основні можливості додатка:
- прослуховування ефіру в режимі реального часу;
- прослуховування додаткових каналів SUN FM в режимі реального часу;
- перегляд плейлистів усіх каналів радіостанції;
- налаштування таймерів для автоматичного запуску і вимкнення радіо.

## Технічна інформація
Радіостанція використовує сучасні технології потокової передачі даних. Це забезпечує високоякісне звучання незалежно від способу прослуховування. Потоки всіх каналів SUN FM оптимізовані для стабільної роботи при різних швидкостях інтернет-з'єднання.
Формат кодування потокового аудіо: AAC+, HD, HTTPS, 64 kbp/s, 44100 Hz, Stereo mode.